# Barranc de Miralles (Espluga de Serra)
El Barranc de Miralles és un dels barrancs principals de l'antic terme d'Espluga de Serra, de l'Alta Ribagorça, actualment inclòs en el terme municipal de Tremp, al Pallars Jussà.
Forma la vall més al nord de l'antic terme d'Espluga de Serra, si es fa abstracció dels territoris de Casterner de les Olles i d'Enrens i Trepadús. Fou una vall prou poblada, en èpoques pretèrites, però actualment els seus pobles han quedat del tot despoblats: Llastarri, Miralles…
El barranc de Miralles rep a ponent de la Serra de l'Estall, a quasi 1.700 metres d'altitud, i davalla cap a ponent fins a abocar-se directament en la Noguera Ribagorçana, en el terme de Sopeira.
Al llarg del seu extens traçat, forma una vall molt marcada, que té com a referència nord la Serra de Sant Gervàs, límit nord-oest del Pallars Jussà.
Rep tot un conjunt de barrancs, afluents seus, entre els quals destaquen sobretot els que li arriben per la dreta, procedents de la Serra de Sant Gervàs: la Llau de Punyer, el barranc de Sant Gervàs, el dels Casals, el de la Font de l'Hort, el de la Llagosta, el de la Font de la Llena, el del Cingle, el de les Basses, les Ribes dels Colomes i el de Comalloera, entre d'altres.
Per l'esquerra, procedent de la carena que separa aquesta vall de la de Tamúrcia, hi aflueixen la llau de la Font de la Riba i els barrancs de Tamars, del Recolze, de la Solana de la Cort, dels Caubetons i el del Pellisser.